# 1886
Cette page concerne l'année 1886 (MDCCCLXXXVI en chiffres romains) du calendrier grégorien.
L'année 1886 est une année commune qui commence un vendredi.

## Événements

### Afrique
- 6 janvier: la Grande Comore devient protectorat français[1].

- 14 février : livraison du port de la Pointe des Galets, le plus important de La Réunion[2].

- 21 février : découverte de filons d’or dans le Witwatersrand au Transvaal en Afrique du Sud[3]. La ville de Johannesbourg, camp minier, est fondée près du gisement.

- 16 mars : victoire du Bounyoro sur le Bouganda[4].
- 28 mars : traité de paix de Kéniéba Koura entre la France et Samory Touré qui met un terme provisoire aux hostilités[5]. Samory retire ses troupes sur la rive droite du Niger et envoie son fils Karamoko comme ambassadeur en France. Il proclame un régime théocratique. Il tente d’imposer l’islam aux mandingues pour unifier son empire, mais se heurte à la révolte des communautés attachées aux pratiques animistes (1888).

- 21 avril : Anjouan devient protectorat français[1].
- 26 avril : Mohéli devient protectorat français[1].
- 27 avril : Pierre Savorgnan de Brazza est nommé commissaire général du Congo français et du Gabon[6].

- 1er mai : Boma devient capitale de l’État indépendant du Congo en lieu et place de Vivi[7].
- 12 mai : l’Allemand Gottlob Krause part d’Accra pour une exploration scientifique en Afrique occidentale. Il atteint le centre commercial de Salaga (18 juin), qu’il quitte le 7 juillet avec une caravane qui transporte des noix de Kola à Tombouctou par la rive gauche de la Volta blanche. Le 24 septembre il est le premier européen à visiter Ouagadougou. Il poursuit sa route vers le Macina par Ouahigouya. Arrivé à la falaise de Bandiagara, il quitte la caravane et retourne à Ouagadougou qu’il atteint le 22 janvier 1887. Il est de retour à Salaga en avril 1887[8].

- 3 juin : 22 jeunes chrétiens subissent le martyre en Ouganda : ils sont brûlés. Ils seront canonisés le 18 octobre 1964[9].

- 10 juillet : charte royale accordée à la Royal Niger Company, fondée par le britannique George Taubman Goldie[10].

- 6 septembre : victoire de Ras Darge sur les Oromos Arussi à Azule, en Éthiopie. Il conquiert l’Arsi pour le compte de Menelik, negus du Shewa[11]. Ras Gobana lance la même année une expédition vers le Wellega[12].

- 29 octobre et 1er novembre : arrangement entre l’Allemagne et le Royaume-Uni pour le partage de l’Afrique orientale déterminant les « zones d’influence ». La souveraineté de Zanzibar est limitée à une bande côtière de 10 miles de large. La côte du Kenya est louée par le sultan à la Grande-Bretagne, la côte sud (Tanganyika) passe à l’Allemagne[13].

- 29 octobre, Dakar : le lieutenant-colonel Galliéni prend ses fonctions de gouverneur général du Soudan français (du Sénégal au Niger)[14].
- 27 décembre : création de la Compagnie du Congo pour le commerce et l’industrie par Albert Thys[15].

- Rabah se déplace vers le Nord et atteint la vallée du bahr Salamat où vivent les Sara et des Arabes tributaire du Ouadaï. Ils se rallient à Rabah qui attaque le Ouadaï, mais est repoussé après une bataille indécise[16] au combat d’Am Timan. Peu après, Rabah attaque les Boua, alliés du Baguirmi, qui résistent[17].

### Amérique
- 16 mars : Manuel Lisandro Barillas Bercián (es), qui assure l’intérim depuis le 6 avril 1885 est élu président du Guatemala (fin le 15 mars 1892)[18]. Il signe la paix avec le Salvadorien Rafael Zaldívar (1885). Le successeur de Rufino Barrios tente d’établir diplomatiquement la reconstitution de la Fédération centraméricaine, en vain, car seul le Honduras est encore partisan du fédéralisme.
- 29 mars : le premier championnat du monde officiel d’échecs, commencé le 11 janvier de la même année et joué à New York, à Saint-Louis et à La Nouvelle-Orléans, se termine sur la victoire de Wilhelm Steinitz[19].
- 1er mai : jour du renouvellement des baux, est la date choisie en 1884 par les organisations ouvrières américaines pour être une journée de grève générale et de pétition en faveur de la journée de huit heures[20]. Environ 350 000 travailleurs de 11 562 entreprises semettent en grève aux États-Unis[21].
- 4 mai : massacre de Haymarket Square aux États-Unis[22].

- 5 août : nouvelle constitution centralisatrice en Colombie et début de la période de Regeneración (1886-1899)[23].

- 4 septembre : reddition de Geronimo[24].
- 18 septembre : José Manuel Balmaceda, candidat libéral soutenu par le président sortant Domingo Santa María, est élu président de la République du Chili[25]. Il va poursuive l’œuvre réformatrice de ses prédécesseurs jusqu’à que la crise économique de 1890 fasse éclater la coalition libérale.

- 7 octobre : abolition de l’esclavage à Cuba[26].

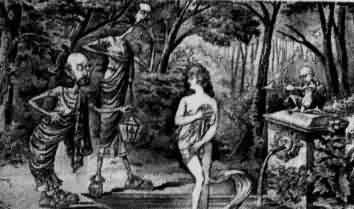
Caricature publiée en 1886 représentant Miguel Juárez Celman en Cupidon pointant de sa flèche la République Argentine courtisée par Carlos Pellegrini et Julio Argentino Roca

- 12 octobre : le docteur Miguel Juárez Celman est élu président de la République Argentine[27]. Il succède à Julio Argentino Roca qui respecte le principe de la non-rééligibilité. Il essayera de maintenir la prospérité aux dépens de la stabilité monétaire. La crise économique de 1890 le contraindra à terminer son mandat avant terme.
- 28 octobre : la statue de la Liberté est dévoilée dans le port de New York[28].

### Asie et Pacifique
- 1er janvier : la Haute-Birmanie devient une province des Indes britanniques. L’abolition de la monarchie birmane provoque un soulèvement populaire qui résiste dix ans à la répression militaire[29]. Après l’annexion, la Grande-Bretagne propose la création d’un État tampon entre le Siam et les possessions françaises en Indochine, pour mettre le Siam à l’abri de la convoitise de la France. Paris en accepte le principe.
- 1er mars, Japon : fondation de l’université impériale de Tokyo (Teikoku Daigaku)[30]. Mori Arinori, formé à la culture et aux langues étrangères, nommé ministre de l’Éducation le 22 décembre 1885, réforme l’ensemble du système éducatif (fin en 1889).

- 28-29 mars : tension entre les populations arabes et juives à Petah Tikva en Palestine : pour la première fois, des paysans arabes attaquent des colonies juives[31].

- 6 avril :
  - l’explorateur Sven Hedin part de Bakou[32]. Il parcourt la Perse, l’Irak et la Turquie.
  - traité entre la Grande-Bretagne et l’Allemagne relatif à la démarcation des sphères d’influence dans le Pacifique oriental. La Grande-Bretagne recule devant les exigences de l’Allemagne : Berlin obtient un quart de la Nouvelle-Guinée (terre de l’Empereur-Guillaume), une partie des Salomon, la Nouvelle-Bretagne (Nouvelle-Poméranie), la Nouvelle-Irlande (Nouveau-Mecklembourg), les îles du Duc-d’York (Nouveau-Lauenbourg) et de nombreuses îles dont l’ensemble constituera l’archipel Bismarck[33].
- 25 avril : traité de commerce entre la France et la Chine[34].

- 4 juin : traité d’amitié et de commerce entre la France et la Corée. Après avoir signé des traités inégaux avec les États-Unis, la Grande-Bretagne (1883) et l’Allemagne, Séoul fait de même avec la Russie, l’Italie (1884) et la France (1886)[35].
- 10 juin : éruption du mont Tarawera en Nouvelle-Zélande[36].

- 13 août : incident de Nagasaki[37].
- Octobre, Afghanistan : début de la rébellion des tribus Ghilzai, écrasée les armées d’Abd al-Rahman (1886-1887)[38]. Les campagnes de pacification permettent au roi d’entamer une série de réformes administratives et judiciaires (mélange de lois musulmanes et de tradition locales et tribales).
- 27 décembre, Inde : Syed Ahmad Khan fonde la Conférence musulmane pour l’éducation[39] qui a pour objectif de préparer les musulmans à vivre dans un monde dominé pour les empêcher de se joindre au parti du Congrès.

### Europe
- 7 janvier : le général Boulanger devient ministre de la Guerre en France. Son discours revanchard attise la tension franco-allemande[40].

- 1er février, Royaume-Uni : les libéraux de Gladstone reviennent au pouvoir[41] avec le soutien du parti de Parnell.

- 3 mars : traité de paix de Bucarest entre la Serbie et la Bulgarie, à la suite de la conférence d’Istanbul qui a reconnu l’État indépendant de Bulgarie[42].
- 18 mars, Russie : loi subordonnant les partages familiaux à l’autorisation du mir pour lutter contre la réduction des lots[43].

- 26 avril : le Parlement allemand adopte une loi sur la colonisation de la Posnanie, qui autorise les paysans allemands à s’installer sur les terres de Posen et de Prusse-Occidentale afin de réduire la présence polonaise dans ses régions[44] (la Posnanie compte 700 000 Allemands pour 1,7 million de Polonais).

- 20 mai : fondation de l’Association pour l’autonomie écossaise (Scottish Home Rule Association)[45]. Son influence est limitée.
- 21 mai : tarif protectionniste en Roumanie[46]. Ion Brătianu dénonce la convention austro-roumaine de 1876 et adopte une politique protectionniste. Début de la « guerre douanière » roumano-austro-hongroise (1886-1892).

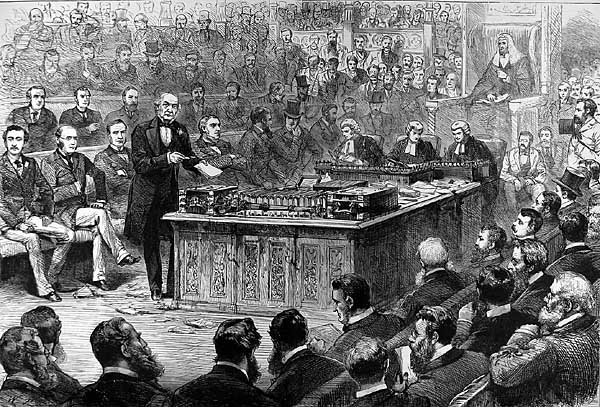
8 avril : William Gladstone pendant le débat de l'Irish Home Rule, gravure parue dans l'Illustrated London News.

- 8 juin : le Home Rule Bill, projet de loi de Gladstone donnant l’autonomie à l’Irlande, est rejeté par 343 voix contre 313[47]. Cela provoque une scission au sein du parti libéral au Royaume-Uni : 93 des 333 députés libéraux, dirigés par Joseph Chamberlain, rejettent le Home Rule et vont former le parti libéral unioniste qui porte au pouvoir le conservateur Salisbury[48].

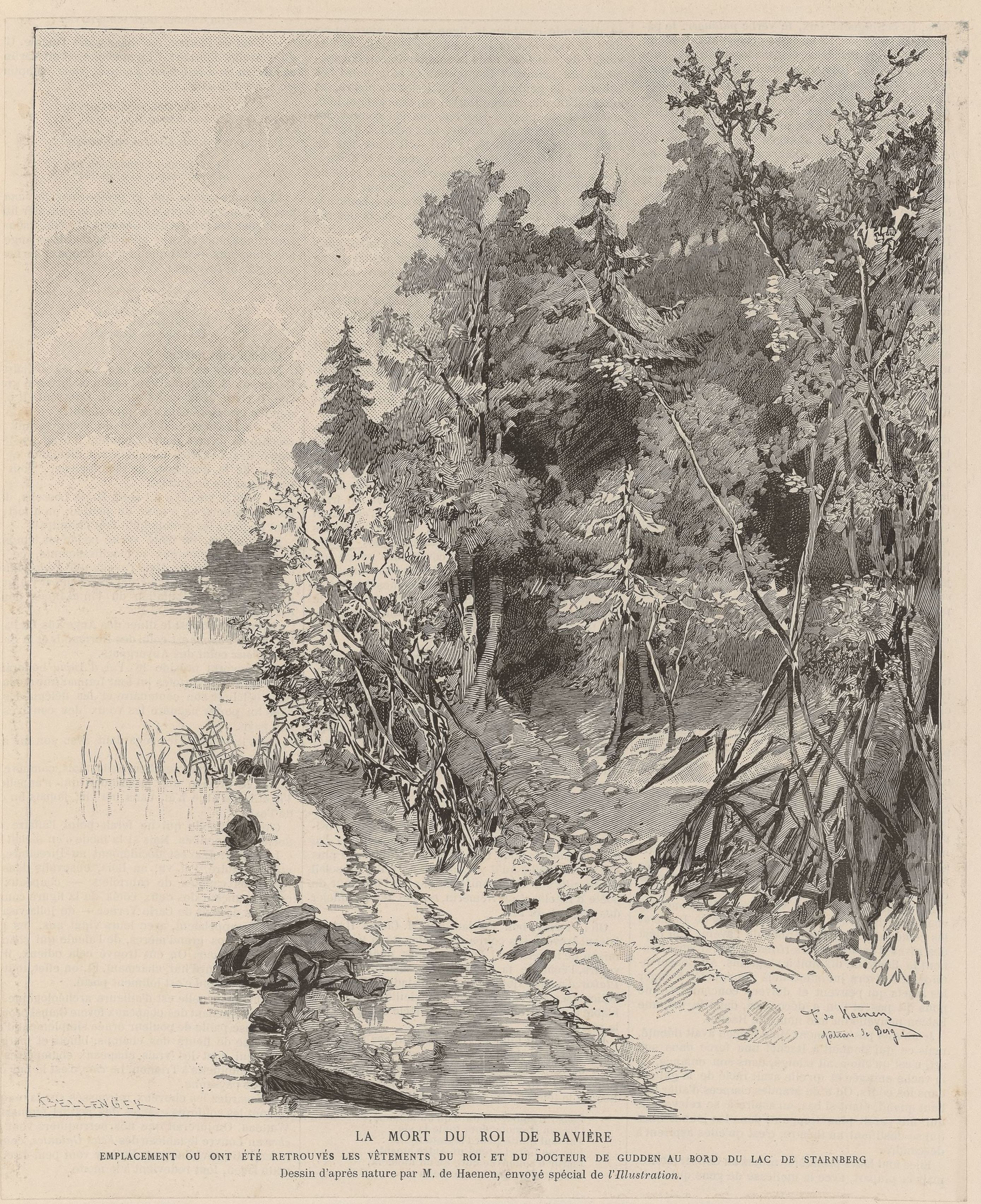
Emplacement où ont été retrouvés les vêtements du roi Louis II de Bavière et du docteur de Gudden au bord du lac de Starnberg. Dessin d'après nature par M. de Haenen, envoyé spécial de l'Illustration, 1886.

- 13 juin : morts mystérieuses du roi Louis II de Bavière et de son psychiatre Bernhard von Gudden[49].
- 15 juin (3 juin du calendrier julien) : loi aggravant les sanctions pour délit de grève en Russie (4 mois de prison pour les participants, 8 pour les organisateurs) et limitant les amendes au tiers des salaires[50].
- 24 juin (12 juin du calendrier julien), Russie : loi obligeant les paysans d’État à racheter leur lot[51].
- 27 juin, Royaume-Uni : les conservateurs, menacés par la rupture de leur alliance avec le parti Irlandais, dissolvent la Chambre[52].
- 20 juillet : fin du ministère libéral William Gladstone au Royaume-Uni[41].
- 25 juillet : début du ministère conservateur du marquis de Salisbury, Premier ministre du Royaume-Uni (fin en 1892)[41].
- 25-26 juillet : troubles sociaux au quartier du Jordaan à Amsterdam (Palingoproer), réprimés en août.

- 21 août (9 août du calendrier julien) : le prince de Bulgarie Alexandre Ier Battenberg est déposé par des officiers prorusses. Il doit son salut à la constitution d’un triumvirat qui le rappelle[42]. Début de la « crise bulgare », rivalité austro-russe pour le contrôle de la Bulgarie.

- 7 septembre (26 août du calendrier julien) : Alexandre Ier de Bulgarie doit abdiquer sous la pression de la Russie et céder le pouvoir au leader libéral Stefan Stambolov, qui devient président du Conseil de régence. À l’automne, les relations russo-bulgares sont rompues jusqu’en 1894[53],[54].

## Naissances en 1886
- 7 février : Albert Jeanneret, musicien, compositeur et violoniste suisse († 1973).
- 10 février :
  - Guillaume Desgranges, peintre et lithographe français († 1er février 1967).
  - Jack Standing, acteur anglais († 25 octobre 1917).
- 11 février : Salomon Bernstein, peintre paysagiste français d'origine russe († 1968).
- 13 février : Diego Hidalgo y Durán, homme politique, juriste et auteur espagnol († 31 janvier 1961).
- 16 février : Marcel Meys, peintre et photographe français († 21 novembre 1972).
- 20 février : Béla Kun, homme politique hongrois († 29 août 1938).
- 23 février :
  - Marguerite Frey-Surbek, peintre suisse († 17 mai 1981).
  - Emanuel Jonasson, compositeur et musicien suédois († 19 octobre 1956).
- 26 février : Mihri Müşfik Hanım, princesse abkhaze et peintre turque († 1954).
- 28 février : Aladár Rácz, musicien hongrois, joueur de cimbalom († 28 mars 1958).

- 1er mars : Oskar Kokoschka, peintre autrichien († 22 février 1980).
- 3 mars :
  - James Friskin, pianiste, compositeur et professeur de musique écossais († 16 mars 1967).
  - Reginald Owen Morris, compositeur britannique († 14 décembre 1948).
- 4 mars : Paul Bazelaire, violoncelliste français († 11 décembre 1958).
- 5 mars : Abel Verdurand, ingénieur français († 1970).
- 7 mars : Jacques Majorelle, peintre orientaliste français († 14 octobre 1962).
- 8 mars : Germ de Jong, peintre néerlandais († 11 avril 1967).
- 9 mars :
  - Joe Bordeaux, acteur américain († 10 septembre 1950).
  - Kawashima Rüchiro, peintre japonais († 6 octobre 1971).
  - Gueorgui Narbout, peintre et dessinateur de timbres russe († 23 mai 1920).
- 11 mars : Edward Rydz-Śmigły, homme politique polonais, officier de l'armée polonaise, peintre et poète († 2 décembre 1941).
- 16 mars : Adrienne Ball-Demont, peintre et sculptrice française († 24 juillet 1935).
- 17 mars : Henry Dannet, peintre français († 10 novembre 1946).
- 18 mars : H. Maurice Jacquet, compositeur et chef d'orchestre français († 29 juin 1954).
- 19 mars : Jean Despujols, peintre américain d'origine française († 26 janvier 1965).
- 20 mars : André Utter, peintre français († 7 février 1948).
- 23 mars :
  - Robert N. Bradbury, réalisateur, scénariste, producteur, compositeur, acteur et monteur américain († 24 novembre 1949).
  - Emil Fey, militaire et homme politique autrichien († 16 mars 1938).
- 24 mars :
  - Edward Weston, photographe américain († 1er janvier 1958).
  - Robert Mallet-Stevens, architecte français († 8 février 1945).
- 25 mars : Ronald Squire, acteur anglais († 16 novembre 1958).
- 27 mars : Vladimir Bourliouk, peintre cubiste russe († 1917).
- 28 mars : Jean Fieux, ingénieur français († 6 avril 1969).
- 30 mars :
  - Edmond Blampied, lithographe, caricaturiste, dessinateur, illustrateur de livres, aquarelliste, peintre, sculpteur et graveur jersiais († 26 août 1966).
  - Stanisław Leśniewski, mathématicien et philosophe polonais († 13 mai 1939).
- 31 mars : Tadeusz Kotarbiński, philosophe polonais († 3 octobre 1981).

- 2 avril : Jean-Gabriel Daragnès, peintre et graveur français († 25 juillet 1950).
- 3 avril : Dooley Wilson, acteur, chanteur et batteur de jazz américain († 30 mai 1953).
- 7 avril : Emilio Pujol, guitariste, compositeur et pédagogue espagnol († 15 novembre 1980).
- 8 avril : Karl Reille, peintre animalier français († 13 mai 1975).
- 13 avril :
  - Sandro Akhmeteli, metteur en scène et directeur de théâtre géorgien († 27 juin 1937).
  - Nicolae Tonitza, peintre et graphiste roumain († 26 février 1940).
- 15 avril : Amédée Ozenfant, peintre, théoricien de l'art, conférencier et critique d'art français († 3 mai 1966).
- 17 avril : James Gralton, militant communiste et syndicaliste irlando-américain († 29 décembre 1945).
- 19 avril : Hermine David, peintre et graveuse française († 1er décembre 1970).
- 22 avril :
  - Manuel García Morente, philosophe, traducteur, professeur puis prêtre espagnol († 7 décembre 1942).
  - Yo Unhyŏng, homme politique nationaliste de gauche de l'actuelle Corée du Sud († 19 juillet 1947).
- 29 avril : Reginald Pridmore, joueur de hockey sur gazon britannique († 13 mars 1918).
- 30 avril :
  - Georges Aubert, peintre et sculpteur suisse († 6 février 1961).
  - Dick Elliott, acteur américain († 22 décembre 1961).

- 3 mai :
  - Sidney D'Albrook, acteur américain († 30 mai 1948).
  - Marcel Dupré, organiste, improvisateur, pédagogue et compositeur français († 30 mai 1971).
- 5 mai : Émile Eigeldinger, coureur cycliste français († 27 février 1973).
- 6 mai : Michael Browne, cardinal irlandais, maître général des dominicains († 31 mars 1971).
- 8 mai :
  - Maurice-Edme Drouard, peintre, dessinateur et sculpteur français († 29 septembre 1915).
  - Kawasaki Shoko, peintre japonais († 29 janvier 1977).
- 13 mai :
  - Albert Febvre-Longeray, compositeur, critique musical et architecte français († 21 mars 1942).
  - Yasushi Tanaka, peintre de portraits, nus, architectures, paysages et fleurs japonais († 24 avril 1941).
- 16 mai : Roger de Valerio, illustrateur, affichiste et peintre français († 16 avril 1951).
- 17 mai : Varvara Boubnova,  peintre, lithographe et pédagogue russe puis soviétique († 28 mars 1983).
- 20 mai : Emil Dörflinger, coureur cycliste suisse († 5 septembre 1963).
- 23 mai : Raoul Defuisseaux, homme politique belge († 23 février 1962).
- 24 mai : Paul Paray, chef d'orchestre et compositeur français († 10 octobre 1979).
- 26 mai : Stefania Wilczyńska, pédagogue polonaise († 6 août 1942).

- 9 juin : Maurice Cabart-Danneville, homme politique français († 2 mai 1942).
- 10 juin : Jovan Bijelić, peintre serbe puis yougoslave († 12 mars 1964).
- 12 juin : Isaak Roubine, économiste russe puis soviétique († 27 novembre 1937).
- 15 juin : Georges Cohendy, juriste et homme politique français († 4 mai 1985).
- 17 juin : Marcel-Gaillard, peintre, graveur, illustrateur français († 8 juillet 1947).
- 18 juin : George Mallory, alpiniste britannique disparu sur l'Everest († 1924).
- 19 juin : Robert Herberigs, compositeur, peintre et écrivain belge († 20 septembre 1974).
- 23 juin : Jean Déré, compositeur français († 6 décembre 1970).
- 24 juin : Giovanni Bartolena, peintre italien († 16 février 1942).
- 28 juin : Aloïse Corbaz, artiste suisse pratiquant l'Art brut († 5 avril 1964).
- 29 juin : Robert Schuman, père de l'Europe († 4 septembre 1963).
- 30 juin :
  - Launy Grøndahl, compositeur et un chef d'orchestre danois († 21 janvier 1960).
  - Roger Pénau, compositeur français († 10 octobre 1961).

- 1er juillet : Robert Antoine Pinchon, peintre postimpressionniste français († 9 janvier 1943).
- 3 juillet : Giovanni Battista Caproni, ingénieur italien († 27 octobre 1957).
- 4 juillet : Heinrich Kaminski, compositeur allemand († 21 juin 1946).
- 5 juillet : Berthe Noufflard, peintre française († 11 octobre 1971).
- 6 juillet : Vladimir Vladimirov, peintre et architecte russe puis soviétique († 13 novembre 1969).
- 11 juillet : Germain Cuzacq, militaire français († 3 septembre 1916).
- 15 juillet : William Edmunds, acteur américain d'origine italienne († 7 décembre 1981).
- 16 juillet :
  - Pierre Benoit, romancier et poète français, membre de l'Académie française († 3 mars 1962).
  - Heinie Conklin, acteur américain († 30 juillet 1959).
- 17 juillet : Oscar Van Kesbeeck, footballeur et homme politique belge († 17 février 1943).
- 18 juillet : Robert Poughéon, peintre, illustrateur et conservateur de musée français († 8 mars 1955).
- 19 juillet : Edward Sloman, réalisateur, acteur, scénariste et producteur britannique († 29 septembre 1972).
- 23 juillet : Boris Grigoriev, peintre russe puis soviétique († 7 février 1939).
- 28 juillet : Gustavo Testa, cardinal italien, délégué apostolique en Égypte, en Palestine (en), en Arabie, en Érythrée, en Éthiopie (en), en Transjordanie et de Chypre (en) puis nonce apostolique en Suisse († 28 février 1969).

- 5 août : Óscar Esplá, compositeur espagnol († 6 janvier 1976).
- 7 août : Wilhelm Gimmi, peintre, dessinateur et lithographe suisse († 29 août 1965).
- 8 août : Chas Laborde, écrivain, journaliste, graveur, peintre et illustrateur français († 30 décembre 1941).
- 9 août :
  - Sarkis Katchadourian, peintre persan d'origine arménienne († 4 mars 1947).
  - Régnault Sarasin, peintre suisse († 14 juin 1943).
- 10 août : Władysław Jahl, peintre polonais († 31 mars 1953).
- 11 août : Julien Lacaze, peintre, lithographe et aquafortiste français († 13 novembre 1971).
- 13 août : Jacobus Hendrik Pierneef, peintre britannique puis sud-africain († 4 octobre 1957).
- 15 août : Paul-Charles Delaroche, dessinateur, peintre et illustrateur français († 7 septembre 1914).
- 16 août : Ángel Zárraga, peintre mexicain († 22 septembre 1946).
- 18 août : Paul Bodmer, peintre suisse († 19 décembre 1983).
- 19 août : Jean Désiré Bascoulès, peintre français († 12 octobre 1976).
- 23 août : Paul Bernadot, médecin et peintre français († 10 novembre 1913).
- 27 août :
  - Rebecca Clarke, compositrice de musique classique et altiste britannique († 13 octobre 1979).
  - Eric Coates, compositeur de musique légère et altiste britannique († 21 décembre 1957).
- 30 août : Ray Lawson (en), lieutenant-gouverneur de l'Ontario.
- 31 août :
  - René-Ernest Huet, peintre français († 17 décembre 1914).
  - Alexandre Nikolaïevitch Volkov, peintre et poète russe († 17 décembre 1957).

- 8 septembre : Marguerite Jeanne Carpentier, peintre, sculptrice et graveuse française († 7 novembre 1965).
- 10 septembre : Hilda Doolittle, dite H.D., poétesse américaine († 27 septembre 1961).
- 11 septembre : Barnett Parker, acteur britannique († 5 août 1941).
- 16 septembre : Jean Arp, sculpteur français († 7 juin 1966).
- 23 septembre : Pierre-Laurent Baeschlin, peintre figuratif français († 1958).
- 25 septembre :
  - Jesús Guridi, compositeur et organiste espagnol, professeur de musique basque († 7 avril 1961).
  - Willem van Leusden, peintre néerlandais († 8 mars 1974).
- 27 septembre : Westcott Clarke, acteur de cinéma américain († 26 janvier 1959).
- 28 septembre : Gordon De Main, acteur américain († 5 mars 1954).
- 29 septembre : Paul Ayshford Methuen, zoologiste et peintre britannique († 7 janvier 1974).
- 30 septembre : Gaston Ramon, vétérinaire et biologiste français († 8 juin 1963).
- ? septembre : Si Djilani, homme politique algérien († 1953).

- 2 octobre : B. Reeves Eason, réalisateur, scénariste, acteur et producteur de cinéma américain († 9 juin 1956).
- 3 octobre : Alain-Fournier, écrivain français († 22 septembre 1914).
- 4 octobre :
  - Luis Alberni, acteur d'origine espagnole, naturalisé américain († 23 décembre 1962).
  - Murao Nakamura, romancier et critique littéraire japonais († 13 mai 1949).
- 5 octobre : Carter DeHaven, acteur et réalisateur américain († 20 juillet 1977).
- 6 octobre :
  - Arthur Ashley, acteur et réalisateur américain († 28 décembre 1970).
  - Aldo Carpi, artiste, peintre et écrivain italien († 27 mars 1973).
  - Edwin Fischer, pianiste suisse († 24 janvier 1960).
- 8 octobre : André-Léon Vivrel, peintre et dessinateur français († 7 juin 1976).
- 15 octobre : Robert Bonfils, illustrateur, peintre, graveur et relieur français († 1er novembre 1971).
- 16 octobre :
  - David Ben Gourion, homme d'État israélien († 1er décembre 1973).
  - Frank Burty Haviland, peintre cubiste français († novembre 1976).
- 17 octobre : Spring Byington, actrice américaine († 7 septembre 1971).
- 20 octobre : Paul Élie Dubois, peintre français, rattaché à l'École d'Alger († 14 février 1949).
- 21 octobre : Eugene Burton Ely, aviateur († 19 octobre 1911).
- 23 octobre : Charles Crupelandt, coureur cycliste français († 18 février 1955).
- 24 octobre : Grigory Ordjonikidze, révolutionnaire bolchévique géorgien et homme politique soviétique († 18 février 1937).
- 25 octobre : Leo G. Carroll, acteur américain d'origine britannique († 16 octobre 1972).
- 27 octobre : Robert Falk, peintre russe puis soviétique († 1er octobre 1958).
- 29 octobre : Robert Lotiron, peintre et graveur français († 18 avril 1966).

- 2 novembre : Philip Merivale, acteur et dramaturge britannique († 12 mars 1946).
- 4 novembre : Boris Choumiatski, homme politique russe puis soviétique († 29 juillet 1938).
- 8 novembre :
  - André Astoul, peintre français († 3 février 1950).
  - Edmond Lahaye, illustrateur, peintre et chansonnier († 1981).
- 11 novembre : Clemente Canepari, coureur cycliste italien († 13 septembre 1966).
- 15 novembre : René Guénon, métaphysicien († 7 janvier 1951).
- 16 novembre : 
  - Helmer Alexandersson, compositeur suédois († 24 décembre 1927).
  - Elizabeth Mernin, agent de renseignement irlandaise († 18 février 1957).
- 18 novembre : Geoffrey H. Malins, scénariste, réalisateur, producteur et directeur de la photographie britannique († 11 février 1940).
- 24 novembre : Raoul Brygoo, peintre, illustrateur, graveur et architecte français († 1973).
- 25 novembre : Saoud l'Oranais, violoniste, compositeur et chanteur juif séfarade algérien († 23 mars 1943).
- 26 novembre :
  - Edita Broglio, peintre lettonne († 19 janvier 1977).
  - Ernst Rotmund, acteur allemand († 2 mars 1955).
- 27 novembre : Tsugouharu Foujita, peintre d'origine japonaise († 29 janvier 1968).
- 28 novembre : Guglielmo Pizzirani, peintre italien († 1971).

- 5 décembre : Amanda Labarca, pédagogue et féministe chilienne († 2 janvier 1975).
- 7 décembre : Henri Sollier, peintre, graveur et dessinateur français († 1er avril 1966).
- 8 décembre : Diego Rivera, peintre mexicain († 24 novembre 1957).
- 9 décembre : Clarence Birdseye, inventeur américain († 7 octobre 1956).
- 10 décembre : Victor McLaglen, boxeur et acteur britannique naturalisé américain  († 7 novembre 1959).
- 11 décembre : Marcel Lattès, compositeur et pianiste français († 12 décembre 1943).
- 14 décembre :
  - René Buthaud, peintre et céramiste français († 4 décembre 1986).
  - Frederick Worlock, acteur anglais († 1er août 1973).
- 19 décembre : Ángel Herrera y Oria, cardinal espagnol, évêque de Malaga († 28 juillet 1968).
- 20 décembre : René Bedel, aviateur français († 9 juillet 1912).
- 23 décembre : John Cromwell, acteur et réalisateur américain († 26 septembre 1979).
- 25 décembre : John Davidson, acteur américain († 16 janvier 1968).
- 31 décembre : Léon Noireaut, peintre français († 1960).
- ? décembre : Louis Hunkanrin, homme politique bénonois († mai 1964).

- Date précise inconnue :
  - Jean Collet, peintre français († 1974).
  - Victor Darbefeuille, peintre français († 1975).
  - Ladislas de Rohozinski, compositeur français d'origine polonaise († 4 septembre 1938).
  - Romano Rossini, peintre italien († 1951).
  - Olga Rozanova, peintre et sculptrice russe († 7 novembre 1918).
  - Panayótis Toúndas, musicien grec († 23 mai 1942).
  - Sydney Herbert Wilson, agriculteur et homme politique fidjien († novembre 1971).